# Humberlito Borges
Humberlito Borges, brazilski nogometaš, * 5. oktober 1980, Salvador, Brazilija.
Za brazilsko reprezentanco je odigral eno uradno tekmo.